# Бусиновский проезд
Буси́новский прое́зд — улица в районе Западное Дегунино Северного административного округа города Москвы. Проходит от Ижорской улицы до границы города в районе пересечения с МКАД.

## История
Проезд получил современное название 15 апреля 2013 года, до переименования назывался проекти́руемый прое́зд № 5207. До 7 июля 1983 года название Бусиновский проезд носила соседняя Ижорская улица.

## Описание
Бусиновский проезд начинается от Ижорской улицы и проходит на северо-запад до пересечения с 78-м километром МКАД. За МКАД продолжается до развязки с трассой М-11 «Нева» и Библиотечной улицей и Лихачёвским шоссе города Химки. По проезду не числится домовладений.

## Общественный транспорт

### Наземный транспорт
По Бусиновскому проезду не проходят маршруты наземного общественного транспорта. У юго-восточного конца проезда, на Ижорской улице, расположена остановка «Рыбокомбинат» автобусов № 200, 270, 559, 656.

### Метро
- Ближайщая станция метро — «Ховрино» Замоскворецкой линии — расположена в 1,8 км юго-западнее проезда, на улице Дыбенко.
- Станция метро «Селигерская» Люблинско-Дмитровской линии — в 3,8 км юго-восточнее проезда, на развилке Дмитровского шоссе и Коровинского шоссе.
- Станция метро «Алтуфьево» Серпуховско-Тимирязевской линии — в 5,5 км восточнее проезда, на пересечении Алтуфьевского шоссе с улицей Лескова и Череповецкой улицей.
- Станция метро «Лианозово» Люблинско-Дмитровской линии — расположена вдоль Дмитровского шоссе, у примыкания к нему Вагоноремонтной улицы.
- Станция метро «Яхромская» Люблинско-Дмитровской линии — расположена юго-восточнее проезда, на пересечении Дмитровского шоссе и улицы 800-летия Москвы.

### Железнодорожный транспорт
- Ховрино Октябрьской железной дороги — юго-западнее проезда, параллельно улице Маршала Федоренко.
- Грачёвская (бывш. Ховрино) Октябрьской железной дороги — между Деповской, Зеленоградской и Путейской улицами.
- Лианозово Савёловского направления Московской железной дороги — восточнее проезда, между Вагоноремонтной улицей, Дмитровским шоссе и МКАД.
- Марк Савёловского направления Московской железной дороги — северо-восточнее проезда, между Керамическим и Путевым проездами.